# 19e corps d'armée (États-Unis)
Pour les articles homonymes, voir 19e corps d'armée.
Le 19e corps des États-Unis est un corps de l'armée américaine créé en 1942. Il participa à la Seconde Guerre mondiale.